# Лазерна акція
Ла́зерна а́кція — це процес формування та підсилення лазерного променя в активному середовищі квантової системи за рахунок вимушеного випромінювання, яке відбувається за наявності інверсії заселеності енергетичних рівнів, яка створюється шляхом енергетичного помпування.

## Зміна енергетичного стану
Атоми, молекули перебувають в квантових станах, які характеризуються певними енергетичними рівнями. Існують різні типи рівнів енергії — електронні й внутрішньоядерні в атомах, коливальні й обертальні в молекулах, зонна структура в напівпровідниках.
Найнижчий з можливих рівнів енергії конкретної квантової системи називають основним рівнем, інші рівні — збудженими. Зміна енергетичного стану квантової системи в лазерах (атом, іон, молекула) здійснюється дискретним переходом від основного рівня до збудженого чи навпаки безпроменистим або променистим переходами.
Під час безпроменистого переходу енергія поглинається або виділяється квантовою системою (частинкою), унаслідок взаємодії з іншою системою. Безпроменистий перехід відбувається лише в групах квантових систем, в ізольованій системі це неможливо. Він вимагає взаємодії з іншими квантовими системами, найчастіше у формі зіткнень атомів, молекул. У газах і рідинах такий перехід змінює їхню кінетичну енергію, у твердих речовинах полягає у взаємодії з фононами.
Під час променистого переходу енергія в окремій системі поглинається або виділяється у вигляді кванта електромагнітного випромінювання — фотона, енергія якого дорівнює різниці енергій енергетичних рівнів {\displaystyle ~E_{1}} і {\displaystyle ~E_{2}}, між якими відбувається перехід:
{\displaystyle E_{2}-E_{1}=\Delta E=h\nu },
де {\displaystyle ~\Delta E} — енергія фотона, {\displaystyle ~\nu } — частота фотона, {\displaystyle ~h} — стала Планка.

Схема спонтанного випромінювання в атомі

У квантових системах реалізується три типи променистих переходів: абсорбція (поглинання), спонтанне та вимушене випромінювання. Під час абсорбції система, яка поглинає фотон, переходить з нижнього на верхній (збуджений) енергетичний рівень. У разі спонтанного випромінювання (емісії) перехід від збудженого рівня до нижнього рівня випромінює фотон. У популяціях квантових систем, спонтанне випромінювання є випадковим і має нерегулярний характер. Фотони випромінюються різними частинками хаотично, неодночасно й відрізняються енергією (частотою) та напрямком поширення. Враховуючи випадковий характер спонтанних переходів такий тип випромінювання некогерентний і немонохроматичний, має неперервний спектр і властивий, наприклад, для флюоресценції та теплових випромінювань.

Схема вимушеного випромінювання в атомі

1916 року Альберт Айнштайн передбачив і теоретично обґрунтував ефект вимушеного (стимульованого) випромінювання (емісії), яке відбувається під впливом зовнішнього фотона, енергія якого дорівнює різниці між енергією верхнього та нижнього рівнів. Цей фотон не поглинається квантовою частинкою, а лише стимулює її перехід зі збудженого рівня до нижнього з випромінюванням тотожного фотона з такою ж енергією (частотою, довжиною хвилі), фазою, напрямком руху, що і зовнішній фотон. У такий спосіб вимушена емісія посилює випромінювання, забезпечує його когерентність та монохроматичність. Це базове явище, на якому ґрунтується генерування лазерного променя — лазерна акція.

## Інверсія заселеності

Схеми заповнення енергетичних рівнів за термодинамічно рівноважного й інверсного заселень

За термодинамічної рівноваги квантових систем частинки спонтанно переходять на нижчі енергетичні рівні. Кількість частинок {\displaystyle ~N_{1}}, які перебувають в основному стані з енергією {\displaystyle ~E_{1}}, і їх кількість {\displaystyle ~N_{2}} у збудженому стані з {\displaystyle ~E_{2}} відповідає розподілу Больцмана
{\displaystyle {\frac {N_{2}}{N_{1}}}=\exp \left({\frac {-(E_{2}-E_{1})}{kT}}\right),}
де {\displaystyle k} — стала Больцмана (1.380649×10−23 Дж⋅K−1), {\displaystyle ~T} — абсолютна температура, K.
Оскільки {\displaystyle E_{2}-E_{1}\gg kT}, то відношення {\displaystyle N_{2}/N_{1}} надзвичайно мале, кількість збуджених частинок практично мізерна, і вимушене випромінювання неможливе.
Будь-який зовнішній резонансний фотон з набагато більшою ймовірністю буде адсорбований, ніж спричинить вимушену емісію аналогічного фотона. Для того, щоб такий перехід домінував над іншими променевими переходами, необхідно перевести більше частинок на верхні енергетичні рівні, щоб їх було більше, ніж на нижніх. Оскільки такий розподіл ({\displaystyle N_{2}\gg N_{1}}) є оберненим до нормального розподілу за термодинамічної рівноваги ({\displaystyle N_{1}\gg N_{2}}), його називають інверсією заселеності. Середовище з інверсною заселеністю називають активним.
Щоб середовище генерувало лазерний промінь, число випромінених у ньому фотонів у результаті стимульованих переходів з верхнього на нижній рівні повинно перевищувати число адсорбованих зовнішніх фотонів. Водночас, спонтанне випромінювання виснажує верхні енергетичні рівні, утворюючи непотрібні для лазерного випромінювання фотони із випадковими фазами, поляризаціями, напрямками поширення. Через ці та інші втрати пов'язані з особливостями конструкції лазера кожен лазер характеризується мінімальним значенням інверсії заселеності, яке називається пороговою інверсією. Коли інверсія зменшується нижче порогового значення, лазерна акція припиняється.

## Помпування
Для створення інверсії заселеності, тобто збільшення кількості частинок у збуджених станах, у лазерне середовище (речовину) необхідно подати енергію. Цей процес називають помпуванням. Для різних лазерних середовищ та типів лазерів застосовують різні джерела помпування.

### Оптичне помпування
Оптичне помпування здійснюється опроміненням лазерного активного середовища твердотільних лазері газорозрядними дуговими чи імпульсними лампами, які проте створюють занадто широкі спектри випромінювання. З усіх фотонів цих спектрів вимушену емісію індукують лише фотони, енергія яких відповідає різниці енергій між енергетичними рівнями лазерного переходу. Усі інші зайві фотони спектра зумовлюють непродуктивні теплові енергетичні втрати, розігрівання лазерного середовища, яке необхідно компенсовувати системою охолодженням. Тому промислові лазери з оптичним помпуванням мають низький коефіцієнт корисної дії, відносно малу потужність і переважно працюють в імпульсному режимі.

### Лазерне помпування
Лазерне помпування здійснюється опроміненням активного середовища напівпровідниковими лазерами (лазерними діодами), з вузькою смугою випромінювання, близькою до смуги поглинання в активному середовищі. Це різко зменшує непродуктивні втрати енергії, підвищує ККД й потужність лазера. Таке помпування поширене для твердотільних лазерів.

### Електричне помпування
Електричне помпування — найпоширеніша система помпування в напівпровідникових лазерах — здійснюється пропусканням сильного електричного струму через p-n перехід. Це створює інверсію заселеності в активному шарі: електрони валентної зони, поглинаючи зовнішню енергію, долають заборонену зону і переходять у вищу енергетичну зону — зону провідності, залишаючи у валентній зоні дірки. За зворотнього переходу електронів збудженого атома на нижчий енергетичний рівень, тобто із зони провідності у валентну зону, пари електрон-дірка рекомбінують, випромінюючи поглинуту електронами енергію збудження у вигляді фотонів, які стимулюють подальшу вимушену рекомбінацію інших пар з утворенням ідентичних за енергією, фазою та напрямком фотонів, що створює когерентне лазерне випромінювання. Електричне помпування у напівпровідникових лазерах забезпечує високий ККД, компактність та довговічність.
Електричне газорозрядне помпування реалізується в газових лазерах під дією неперервного електричного розряду в газовому активному середовищі. Інверсія заселеності створюється збудженням атомів чи молекул газу внаслідок зіткнень між собою та зі швидкими вільними електронами, які утворюються під час газового розряду. Це найпоширеніша система помпування у газових лазерах.

### Газодинамічне помпування
Газодинамічне помпування застосовують в потужних газових лазерах шляхом різкого розрідження попередньо нагрітого газового активного середовища з рівноважним заселенням енергетичних рівнів. Це забезпечує інверсію заселеності за рахунок різниці часу релаксації верхнього й нижнього енергетичних рівнів. Перетворення теплової енергії в енергію випромінювання відбувається без використання електричної енергії.

### Хімічне помпування
Хімічне помпування здійснюється в хімічних лазерах за рахунок хімічних реакцій в активному середовищі. Інверсія заселення виникає або у продуктах реакції, або у спеціально впроваджених домішках з потрібною структурою енергетичних рівнів. Якщо хімічна реакція утворює атоми або молекули, які перебувають у збудженому стані, то її можна використовувати для помпування. Цей спосіб помпування не потребує джерел теплоти й електричної енергії.

## Реалізація лазерної акції в резонаторах

Схема активного середовища в оптичному стабільному резонаторі: 1 — активне середовище, 2 — енергія помпування, 3 — непрозоре дзеркало, 4 — напівпрозоре дзеркало, 5 — лазерний промінь

Лазерна акція реалізується в активному середовищі, яке поміщене в резонатор. Резонатори забезпечують підсилення вимушеного випромінювання, формування лазерного променя й керування його енергетичними параметрами. У лазерних установках використовують різні типи резонаторів, серед яких найпоширенішими є оптичні резонатори. Найпростіші оптичні резонатори складаються з двох дзеркал, орієнтованих перпендикулярно до осі резонатора. Залежно від способу виходу лазерного променя з резонатора розрізняють: стабільні й нестабільні резонатори.
У стабільних резонаторах одне дзеркало непрозоре, і лазерний промінь, досягнувши певної потужності, виходить з резонатора через протилежно розташоване  напівпрозоре (частково прозоре) дзеркало. Коли джерело помпування створює інверсію заселенності в активному середовищі, збуджені атоми спонтанно переходять з верхніх на нижні енергетичні рівні, випромінюючи фотони у різних напрямках. Усі фотони, які рухаються під кутом до осі резонатора, покидають активне середовище. І лише ті фотони, які рухаються паралельно до осі резонатора, відбиваються від дзеркал, залишаються в резонаторі, і неодноразово проходячи через активне середовище між дзеркалами, стимулюють емісію збуджених атомів. Інтенсивність спонтанного випромінювання зменшується, а стимульованого випромінювання паралельних до осі резонатора фотонів збільшується. Коли сукупна інтенсивність цих фотонів перевищує поріг пропускання напівпрозорого вихідного дзеркала, їх надлишок залишає резонатор у вигляді лазерного променя.
У нестабільних резонаторах промінь лазера в результаті послідовних відбиттів від увігнутого дзеркала більшого діаметра і опуклого дзеркала меншого діаметра відхиляється від осі резонатора до периферії і виходить за межі опуклого дзеркала. Тому профіль поперечного перерізу лазерного променя має форму кільця з отвором у центральній частині. Нестабільні резонатори ефективніше за стабільні використовують об'єм активного середовища і можуть генерувати потужніше лазерне випромінювання без ризику пошкодження відбивальних дзеркал.